# Bonneauville (Pensylvánie)
Bonneauville je obec (borough) v Adams County, v Pensylvánii. Vznikla roku 1755.

## Historie
V letech 1952 a 1983 zasáhlo obec tornádo.

## Obyvatelstvo
| 1880 | 1970 | 1990 | 2000 | 2015 |
| ---- | ---- | ---- | ---- | ---- |
| 112  | 819  | 1282 | 1378 | 1827 |